# Объёмная доля
Объёмная до́ля (также объёмная часть, доля по объёму) — безразмерная величина, равная отношению объёма какого-то вещества в смеси к сумме объёмов компонентов до смешивания.
Обычно обозначается греческой буквой {\displaystyle {\ce {\phi}}}.
Понятие применяется, в основном, к газам и жидкостям. В случае газов применение объемной доли удобно тем, что объёмная доля газа в смеси химически невзаимодействующих газов равна его молярной доле в этой же смеси, что достаточно точно выполняется при близким к стандартным давлениях и температурах.

## Определение

Разница между суммой объёмов компонентов смеси и объёмом смеси на примере воды и этанола.

Объёмная доля определяется по формуле:
{\displaystyle \phi _{\mathrm {B} }={\frac {V_{\mathrm {B} }}{\sum V_{i}}},}
где:
- {\displaystyle \phi _{\mathrm {B} }} — объёмная доля компонента B;
- {\displaystyle V_{\mathrm {B} }} — объём компонента B;
- {\displaystyle \sum V_{i}} — сумма объёмов всех компонентов.

При смешивании некоторых жидкостей их суммарный объём может изменяться относительно суммы объёмов компонентов, в связи с чем не всегда корректно заменять сумму объёмов компонентов на объём раствора (смеси), например, в смесях этанола с водой.

## Объёмная концентрация
Иногда используется обычно близкая по величине схожая величина, называемая объёмной концентрацией {\displaystyle \sigma _{\mathrm {B} }}:
{\displaystyle \sigma _{\mathrm {B} }={\frac {V_{\mathrm {B} }}{V}},}
где:
- {\displaystyle \sigma _{\mathrm {B} }} — объёмная концентрация компонента B;
- {\displaystyle V_{\mathrm {B} }} — объём чистого компонента B до смешивания;
- {\displaystyle V} — объём полученной смеси.

Иногда эту величину также называют объёмной долей, поэтому рекомендуется указывать определения используемых величин для избежания разночтений. Например, в ГОСТ «Продукция алкогольная и сырьё для её производства. Метод определения объемной доли этилового спирта» под объёмной долей понимается величина, в данной статье называемая объёмной концентрацией.

## Единицы измерения и обозначения
Как объёмная доля, так и объёмная концентрация являются безразмерными величинами. Для удобства их часто выражают в процентах, иногда также используют промилле и миллионные доли. Иногда, чтобы подчеркнуть, что речь идет об объёмной доле (либо объёмной концентрации) пишут «% об.», или «об.%», — объёмные проценты (англ. % vol.). ИЮПАК не рекомендует использовать такие обозначения, вместо этого следует явно указывать величину, к которой относится указываемое значение. Например, вместо «Концентрация кислорода в воздухе составляет 21 % об.» следует писать «Объёмная доля кислорода в воздухе составляет 21 %».